# Gegenlicht

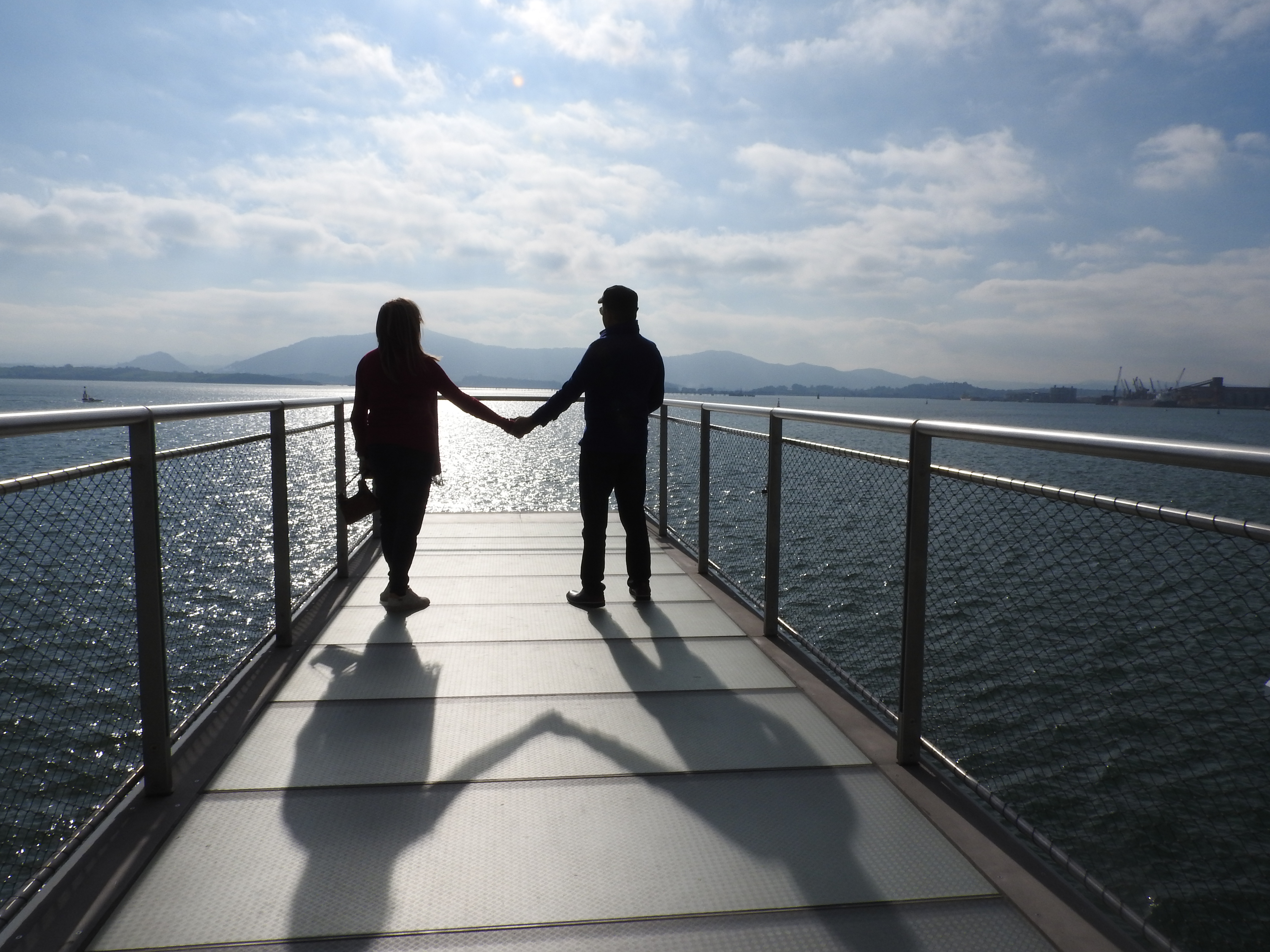
Die Personen erscheinen im Gegenlicht als schwarze Silhouette. Die Schlagschatten der Personen kommen dem Betrachter entgegen.

Das Gegenlicht ist eine spezielle Lichtrichtung, die vor allem in der Fotografie verwendet wird. Es bezeichnet eine Lichtquelle, die direkt in oder in der Nähe der Motivrichtung liegt. Das Gegenlicht spielt auch im Film, in der Kunst, bei Showveranstaltungen oder im Theater eine Rolle.

## Auswirkungen
Das Gegenlicht hat eine ganze Reihe von Auswirkungen auf ein Bild: Es entsteht eine schwarze Silhouette (Schattenriss) wie bei einem Scherenschnitt. Der Umriss des Motivs ist betont und seine Plastizität, Farbe oder Binnenkonturen treten zurück. Schlagschatten kommen auf die Betrachtenden zu. Der Hell-Dunkel-Kontrast von Licht und Schatten ist extrem. Die Lichtquelle kann durch das Motiv verdeckt sein.
Außerdem können zum Beispiel Lichtsäume entstehen, die Silhouetten aufgehellt sein, Blendenreflexe sichtbar sein, Restformen hervortreten oder sich eine sogenannte Schleierbildung einstellen. Transparente oder teilweise transparente helle Objekte leuchten im Gegenlicht auf, dabei können Strukturen deutlich werden, die im Auflicht von der Objektoberfläche verdeckt bleiben. Ob diese Effekte gewollt sind oder stören, hängt von der jeweiligen Absicht der Fotografinnen und Fotografen ab.
Automatikprogramme von Kameras funktionieren bei Gegenlichtaufnahmen selten befriedigend. Die automatisch belichteten Bilder werden meist zu dunkel, wenn die Lichtquelle(n) im Messbereich liegen. Falls die Kamera es zulässt, empfiehlt sich mehrfache Spotmessung auf bildwichtige Bereiche, die Berechnung eines Mittelwertes und manuelle Einstellung der Kamera.

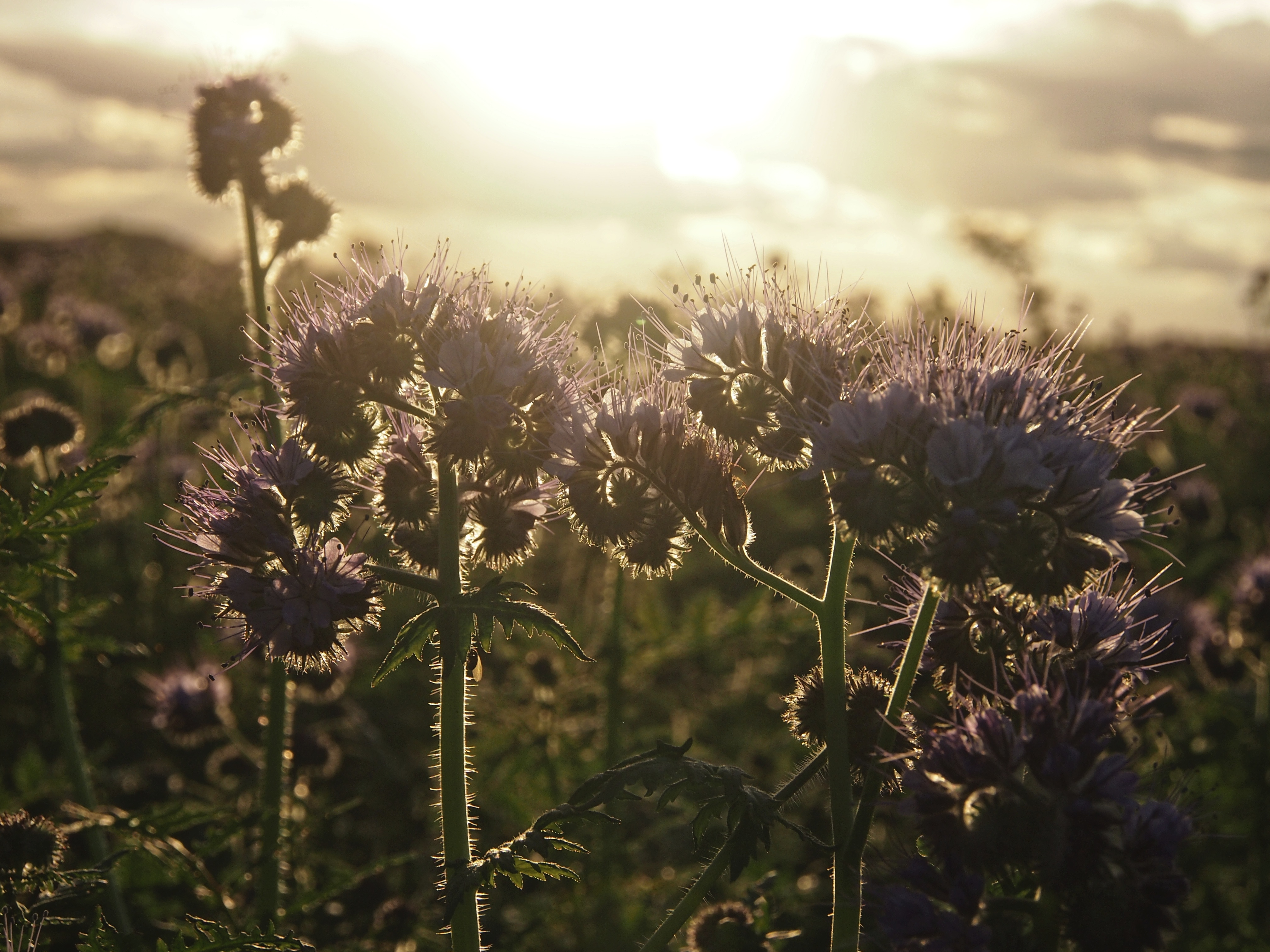
Der Lichtsaum der Disteln im Gegenlicht ist vor dunklem Grund gut zu erkennen.

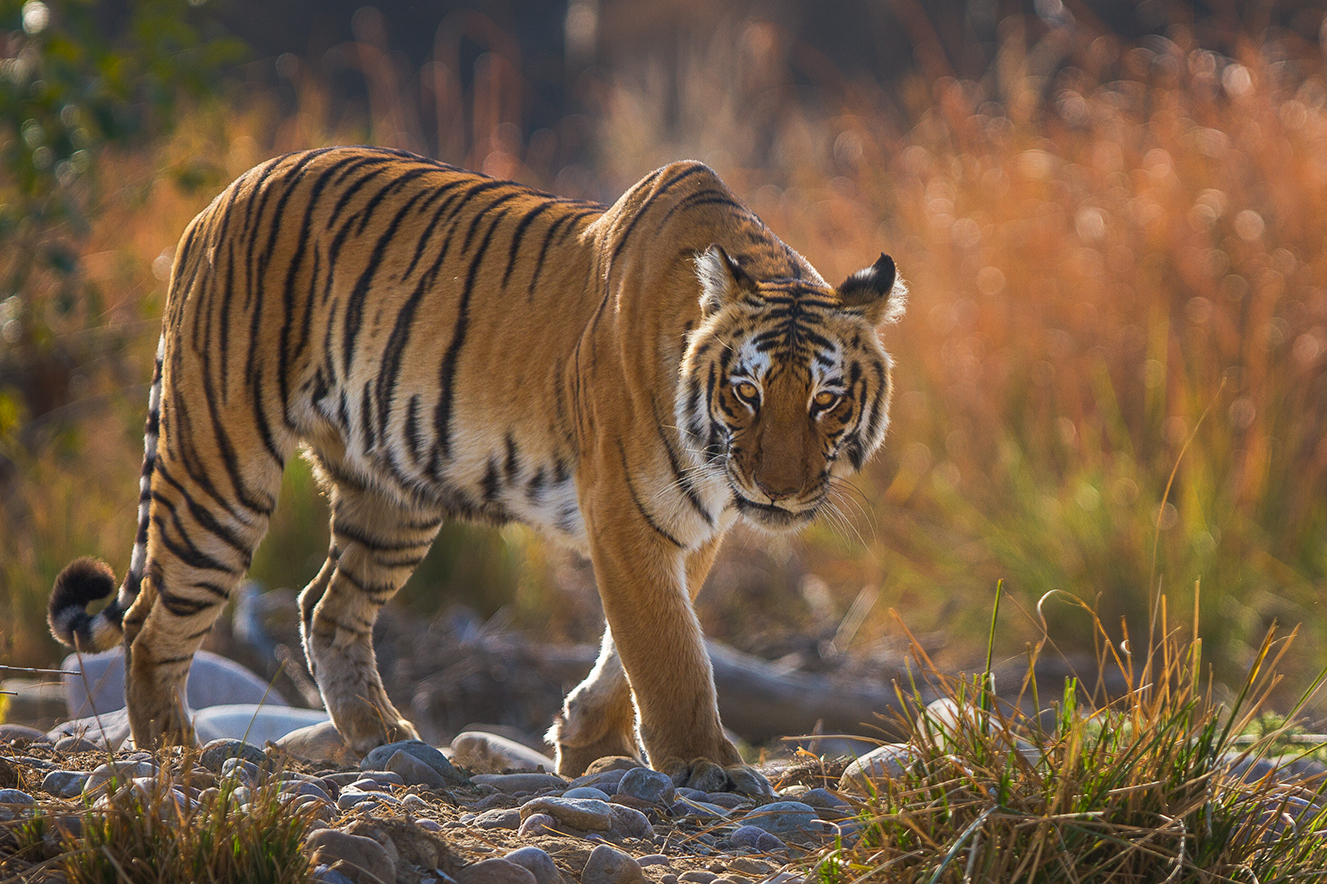
Durch zusätzliches Licht der Umgebung sind die Farben des Fells sichtbar. Das Gegenlicht erkennt man am Lichtsaum.

## Lichtsaum
Nicht immer erscheint das Motiv als Silhouette einheitlich dunkel. Im Randbereich kann ein heller Lichtsaum (Haarlicht, Glamour‑Effekt, Kantenlicht, Konturenlicht, Lichtkranz, Spitzlicht, Strahlenkranz, Überstrahlung) entstehen, der Haare und Kanten betont. Bei Porträts im Gegenlicht kann sich ein Lichtsaum durch die Kopf- oder Körperbehaarung ergeben. Vor einem dunklen Hintergrund hebt sich der Gegenstand mit Lichtsaum deutlich ab.

## Aufhellung der Silhouette
Damit das Motiv (z. B. ein Gegenlicht-Porträt) nicht als schwarze Silhouette erscheint, sondern aufgehellt und farbig wird, muss die Schattenpartie mit dem Belichtungsmesser selektiv angemessen werden. Bei Belichtungsmessung über das gesamte Bildfeld (integrale Objektmessung) muss um ein bis zwei Blendenstufen überbelichtet werden. Die Aufhellung tritt auch ein, wenn zusätzliches Licht vorhanden ist, zum Beispiel durch den Himmel oder durch reflektiertes Licht von Gebäuden. Ebenso lassen sich zusätzliche Lichtquellen (etwa einen Aufheller oder ein Blitzlicht) verwenden, wenn das Motiv (z. B. das Gesicht) erkennbar sein soll.

## Blendenreflexe

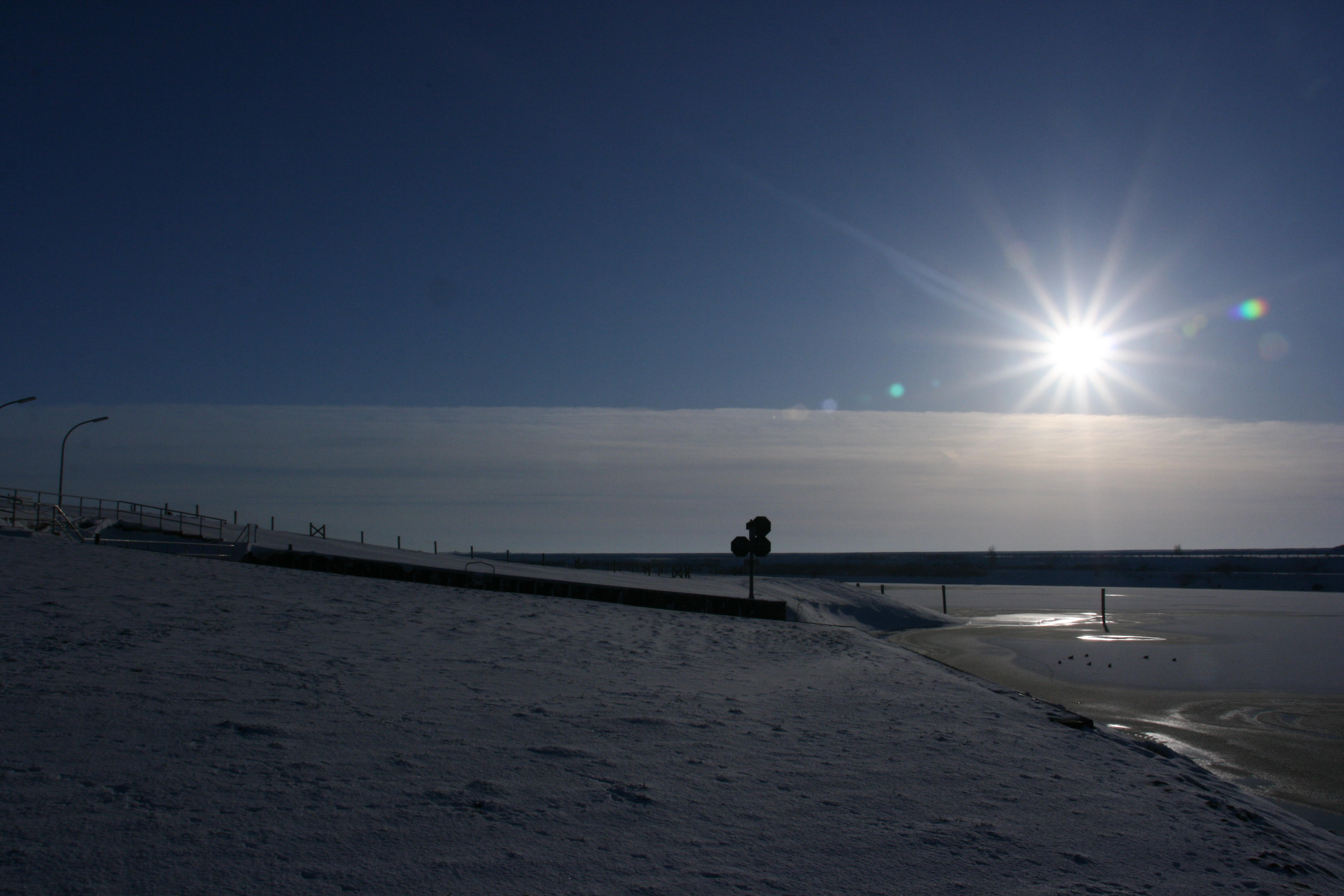
Blendenreflexe einer Gegenlichtaufnahme

Manchmal entsteht auf dem Bild eine Reihe runder oder vieleckiger Blendenbilder (Aperturen). Diese Blendenreflexe entstehen durch Spiegelung des Blendenbildes an den Linsenoberflächen innerhalb des Objektivs. Bei manchen Bildern werden diese Reflexe als Ausdrucksmittel bewusst eingesetzt und durch Filter künstlich hervorgerufen.
In der abgebildeten Gegenlichtaufnahme an einem Sandstrand erzeugen die Blendreflexe beispielsweise eine ausgleichende Gegenbewegung zu den waagerechten und leicht abfallenden Linien. Sind sie unerwünscht, lassen sie sich zum Beispiel durch Änderung der Beleuchtungsanordnung, durch Streulichtblenden oder durch Einsatz eines Polarisationsfilters teilweise oder ganz vermindern.

## Restformen

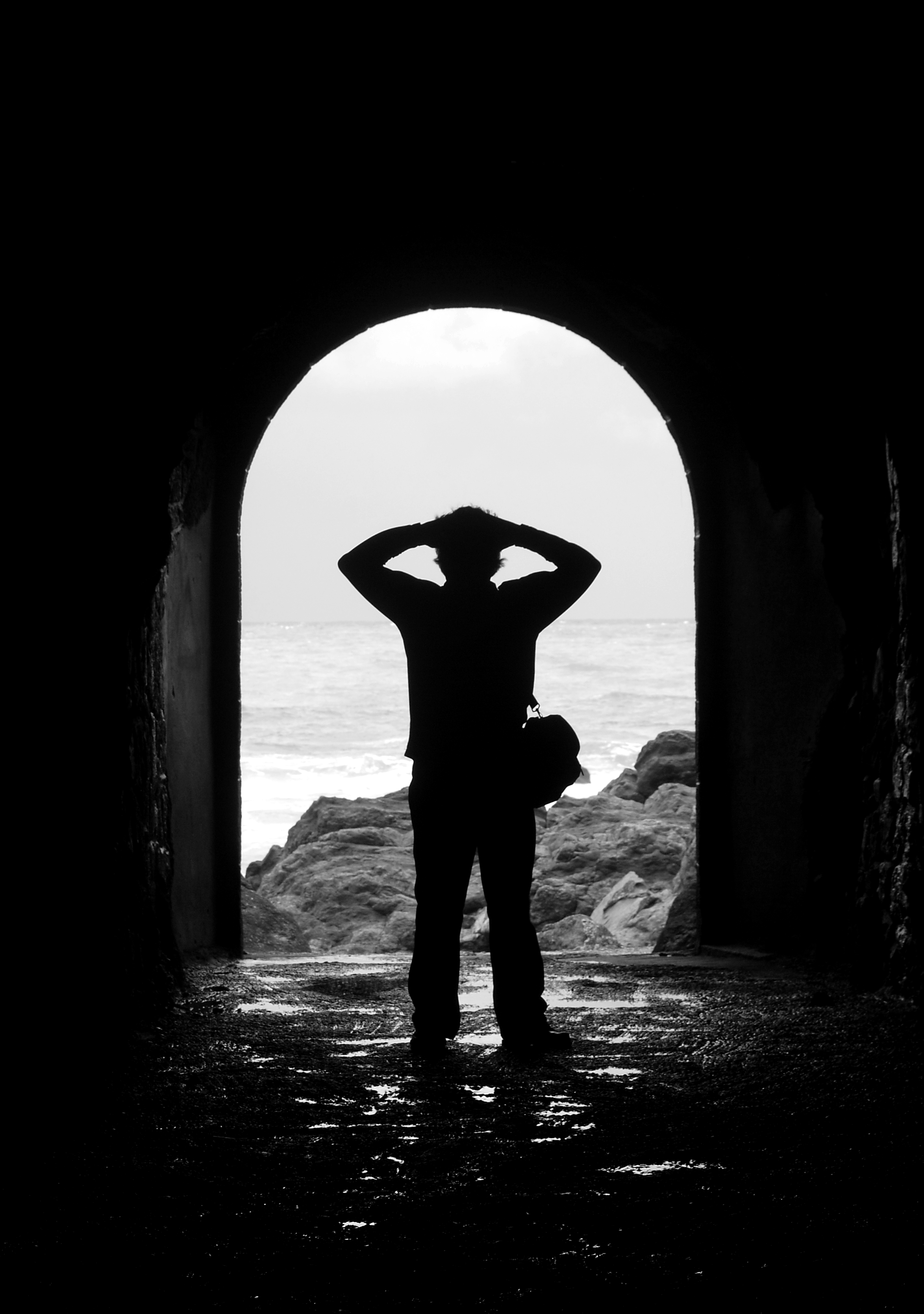
Restform: Der helle Himmel zwischen Torbogen und Person wirkt als eigene Form.

Die Umgebung der Silhouette bildet eigene, neue Formen, die Restformen. Diese befinden sich zum Beispiel zwischen Silhouette und dem Bildrand und auch zwischen den Beinen oder zwischen Körper und Armen einer Person. Restformen werden durch das Gegenlicht in seiner Wirkung verstärkt.

## Stimmung / Wirkung
Motive im Gegenlicht wirken meist stimmungsvoll. Dunkle Silhouetten können bedrohlich, düster, melancholisch, mystisch und unwirklich wirken, vor allem mit einem Lichtsaum aber auch fröhlich, glamourös, sonnig und strahlend. Erzeugen zusätzliche Lichtquellen eine bestimmte Grundstimmung, etwa durch Aufhellung, Linienführung oder Farbgestaltung, wird diese Stimmung durch das Gegenlicht unterstützt und weiter verstärkt.

Erwünschte Effekte bei Gegenlichtaufnahmen
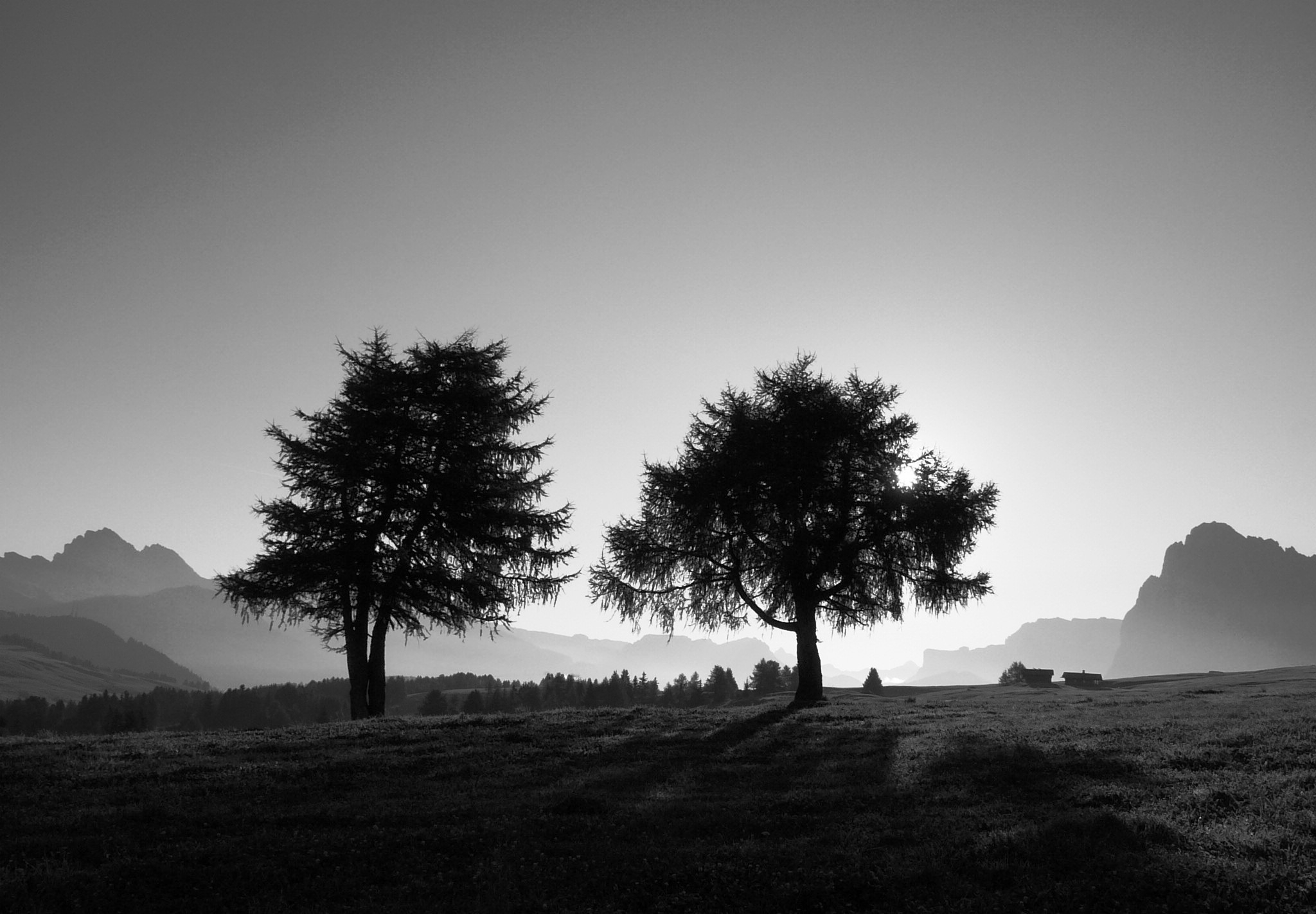
Lärchen auf der Seiser Alm
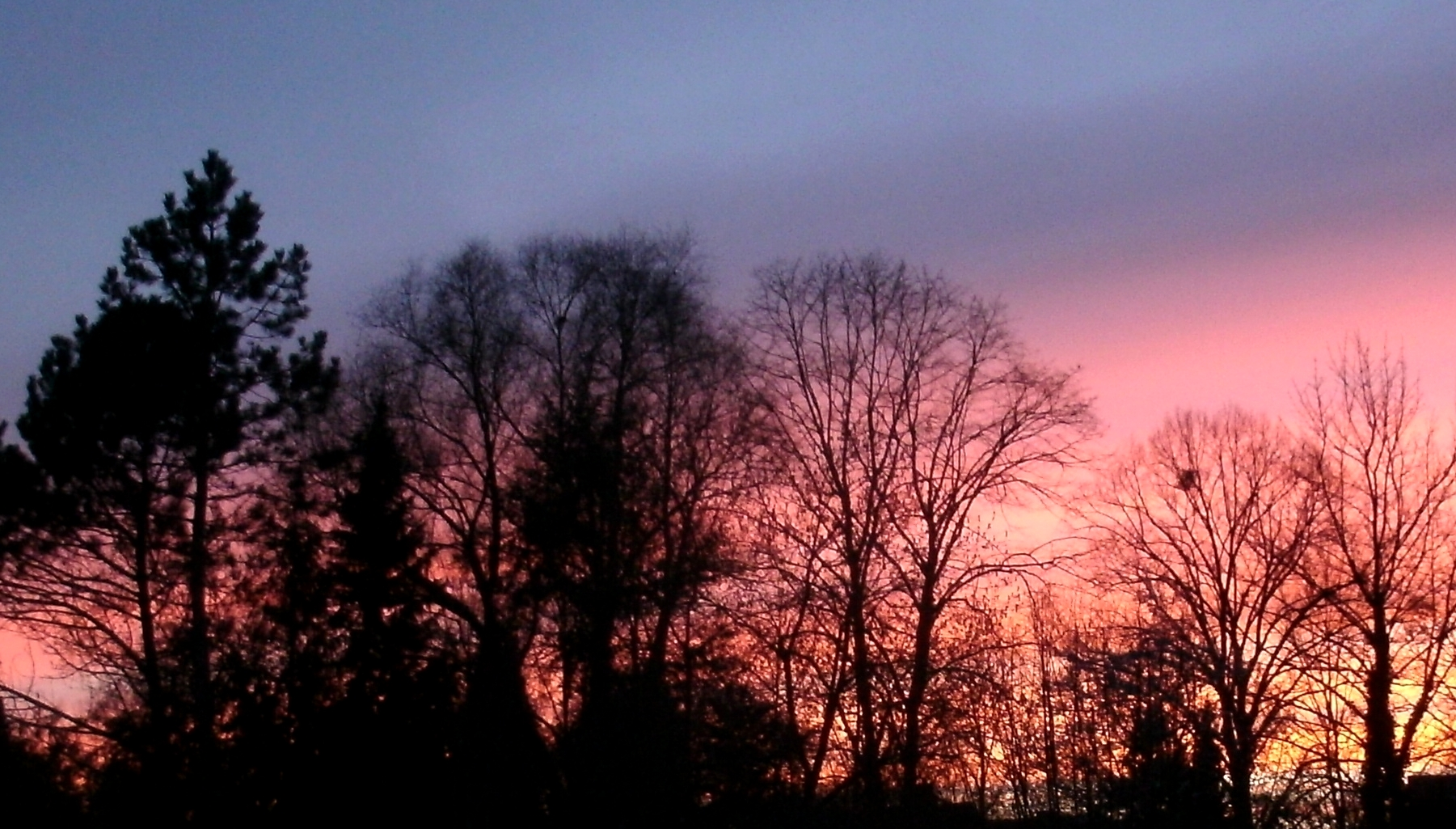
Bäume in starkem Gegenlicht bei Abendrot
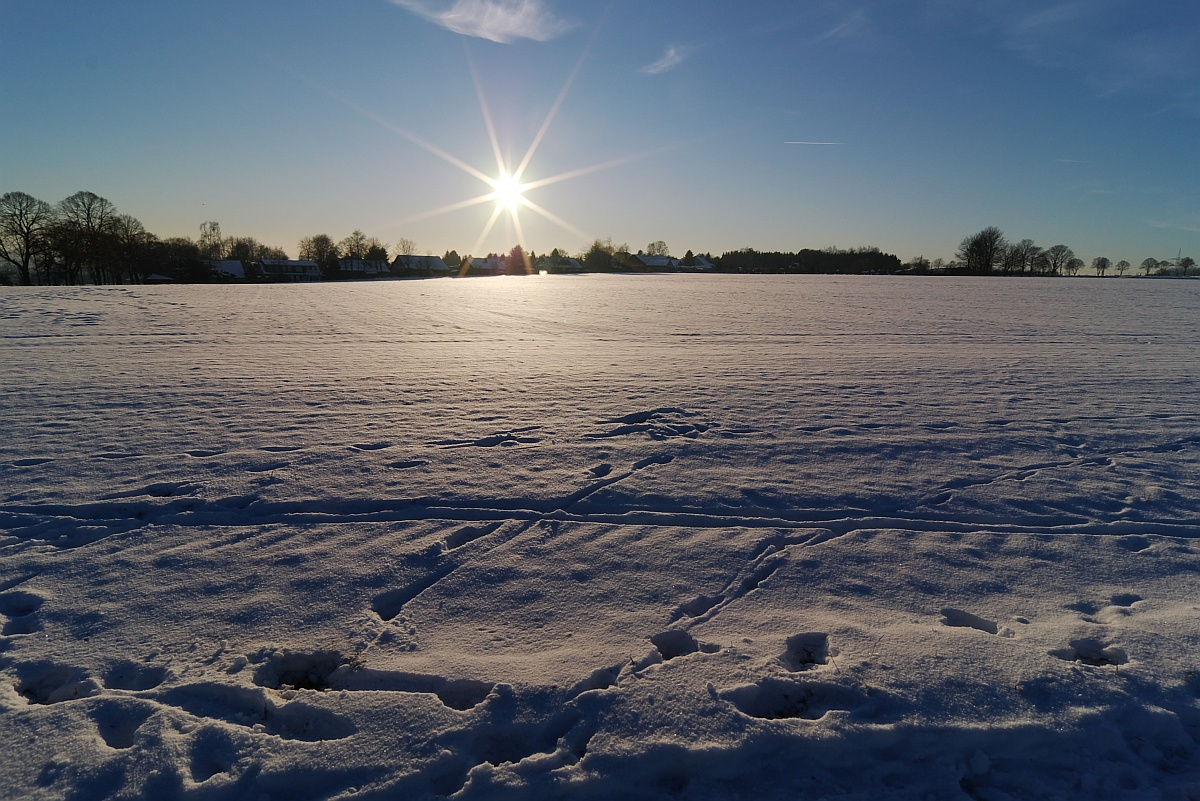
Gegenlicht kann als Streiflicht Oberflächenstrukturen stark herausarbeiten.
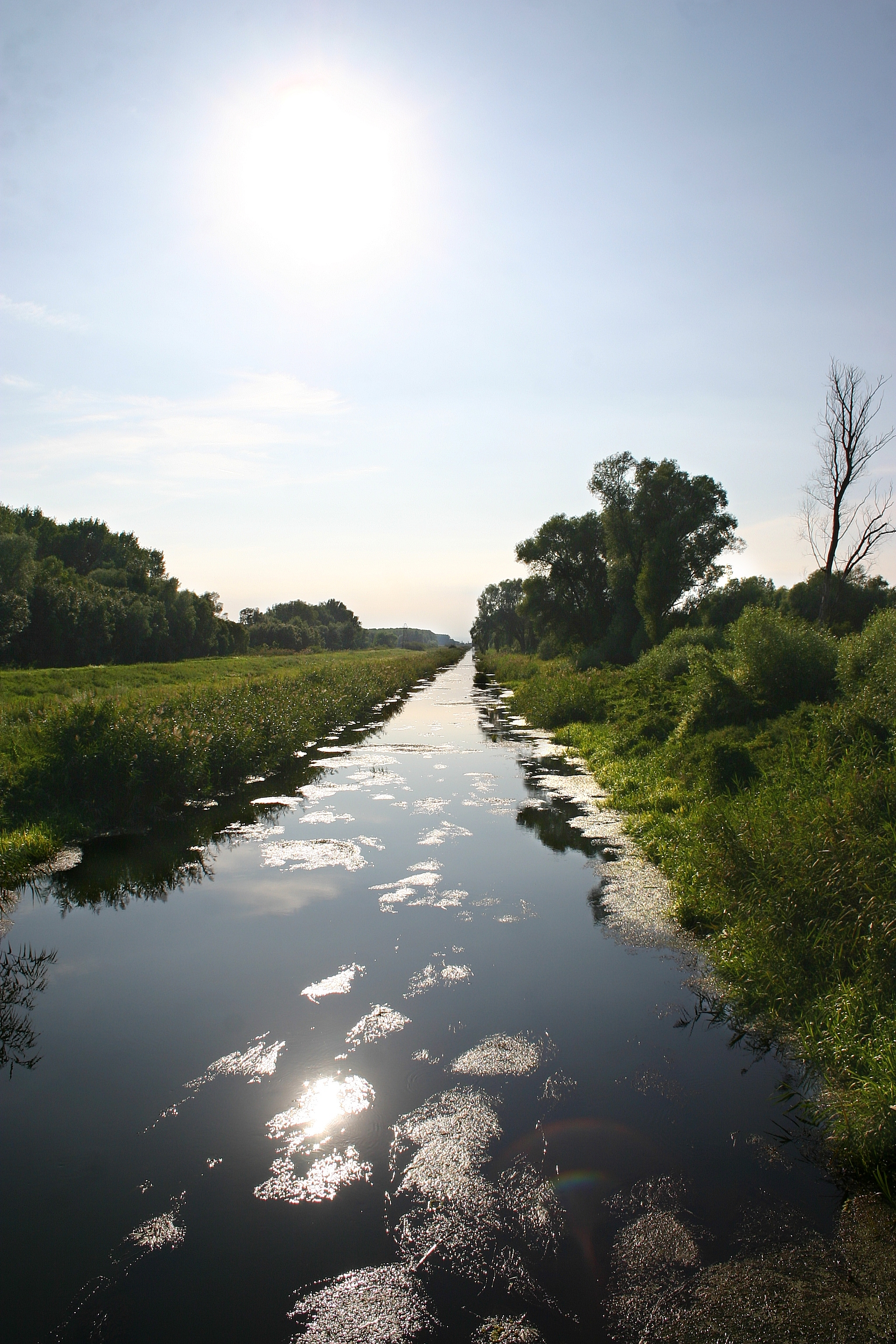
Einser-Kanal Richtung Westen bei der Brücke von Andau im vollen Gegenlicht
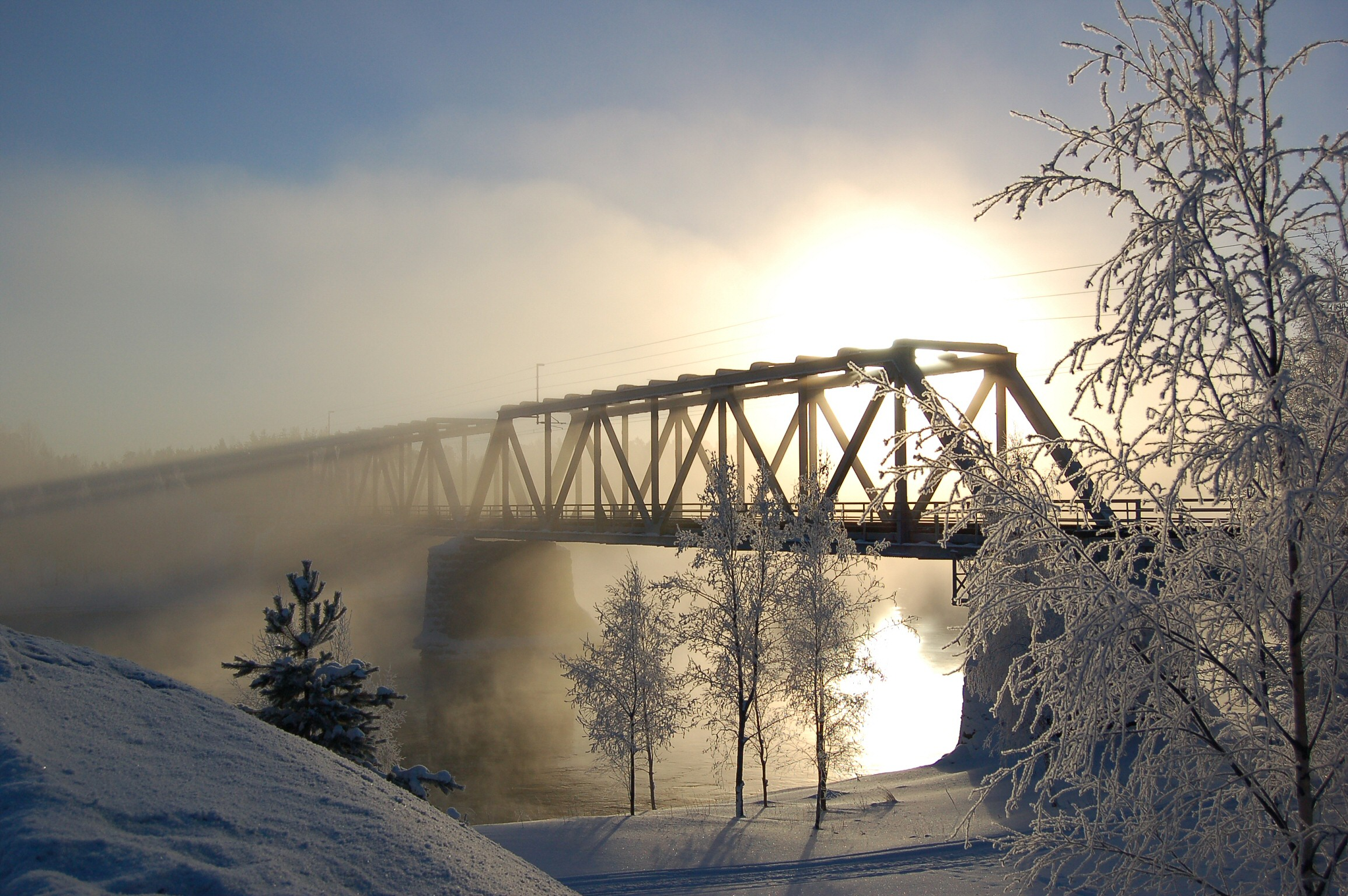
Starkes Gegenlicht (direkt gegen tiefe Sonne)
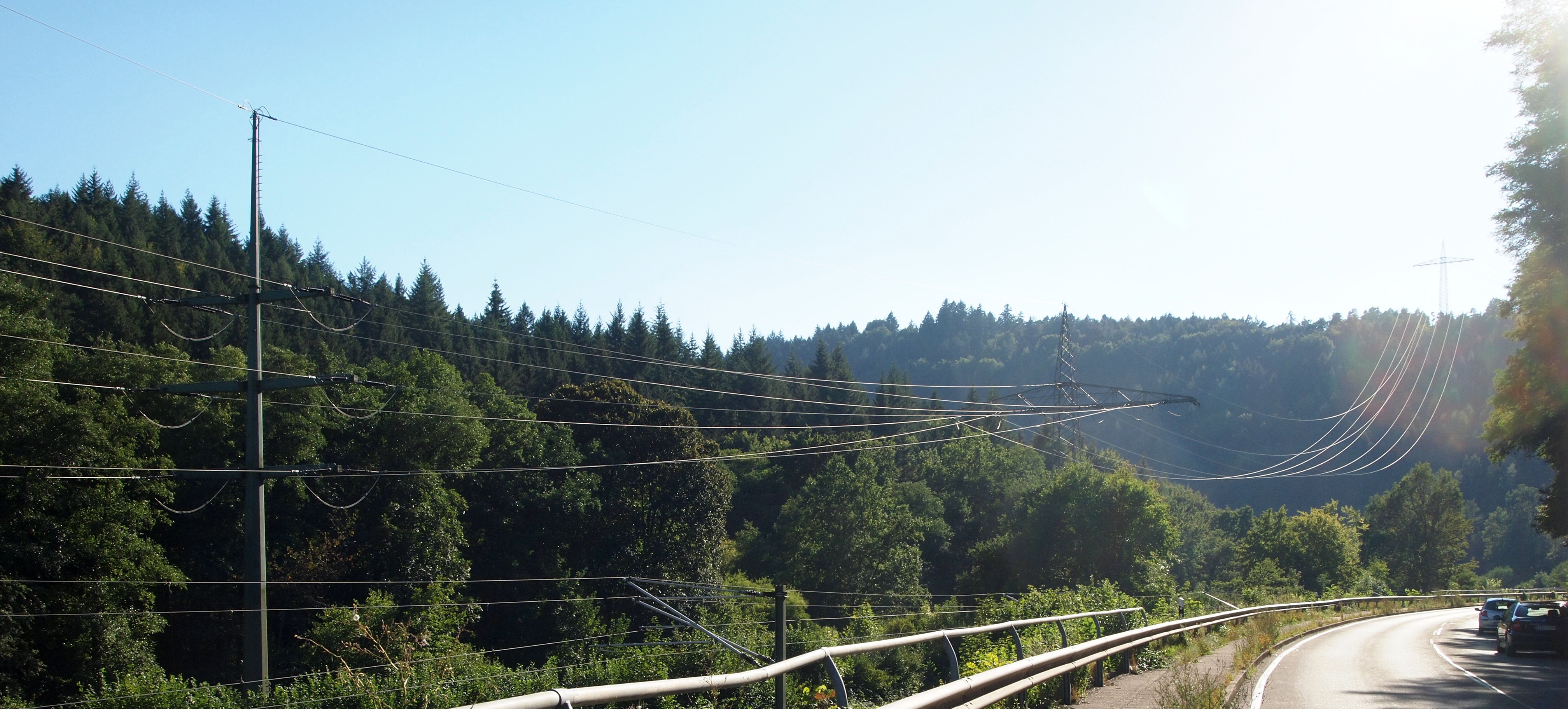
Gegenlicht macht dünne Strukturen vor schwierigem Hintergrund sichtbar.
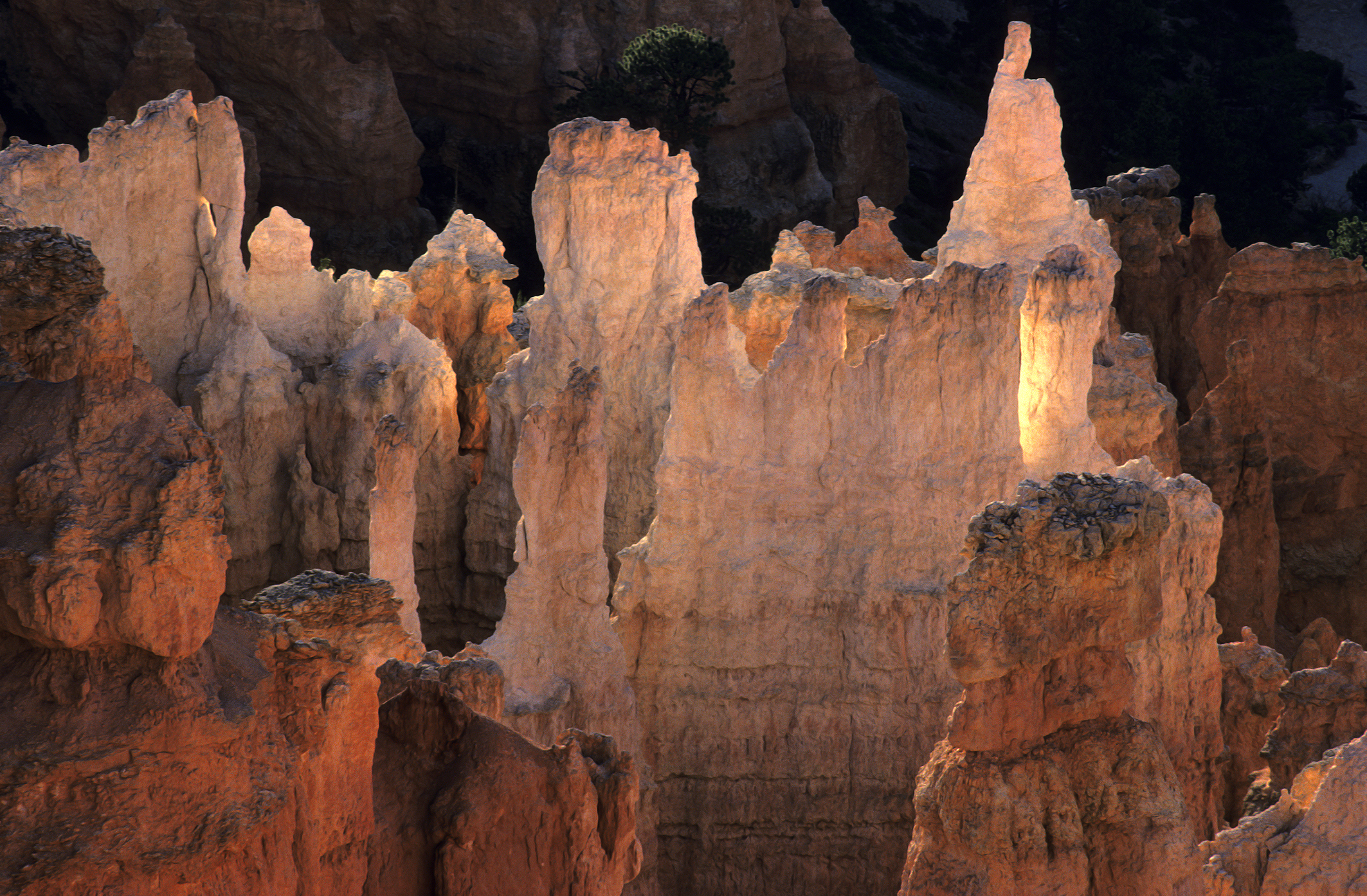
Die Hoodoos werden in diesem Gegenlichtbild von anderen Hoodoos beleuchtet, die das Sonnenlicht reflektieren.

Probleme bei Gegenlichtaufnahmen
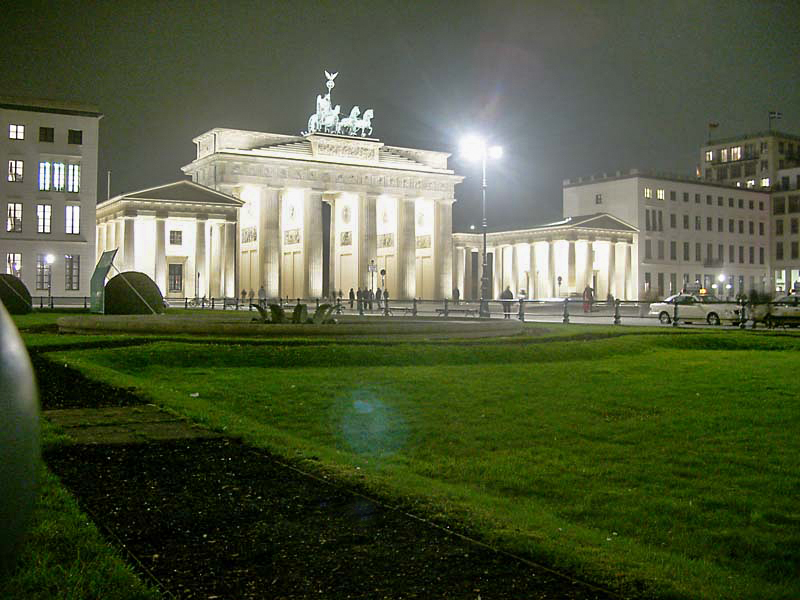
Brandenburger Tor Berlin, trotz Vergütung Farbreflexe (Blendenflecken und Spiegelung der Lichtquelle am Sensor)
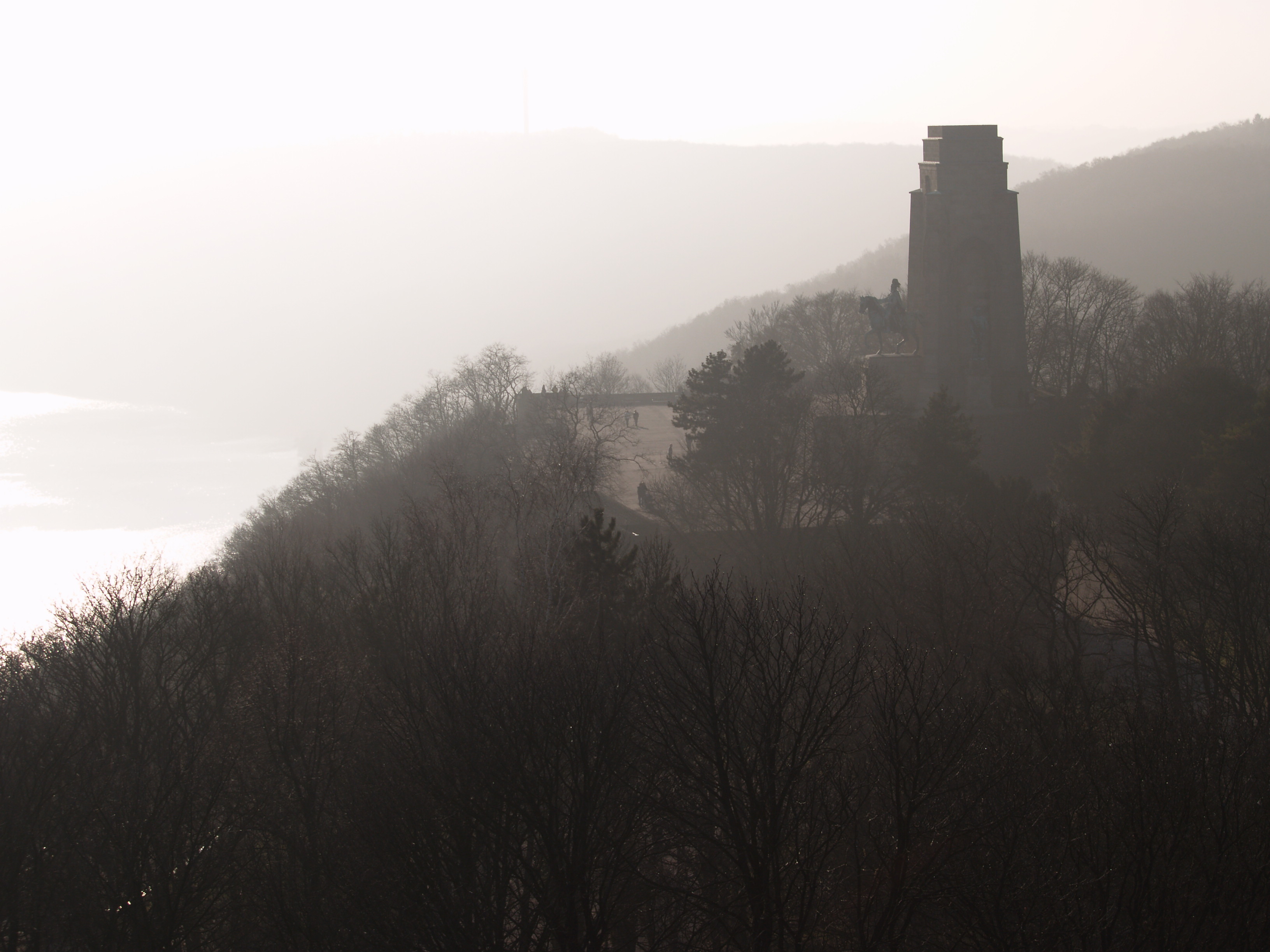
Extrem reduzierte Farben, selbst auf direkt von der Sonne bestrahlten Flächen an der Hohensyburg
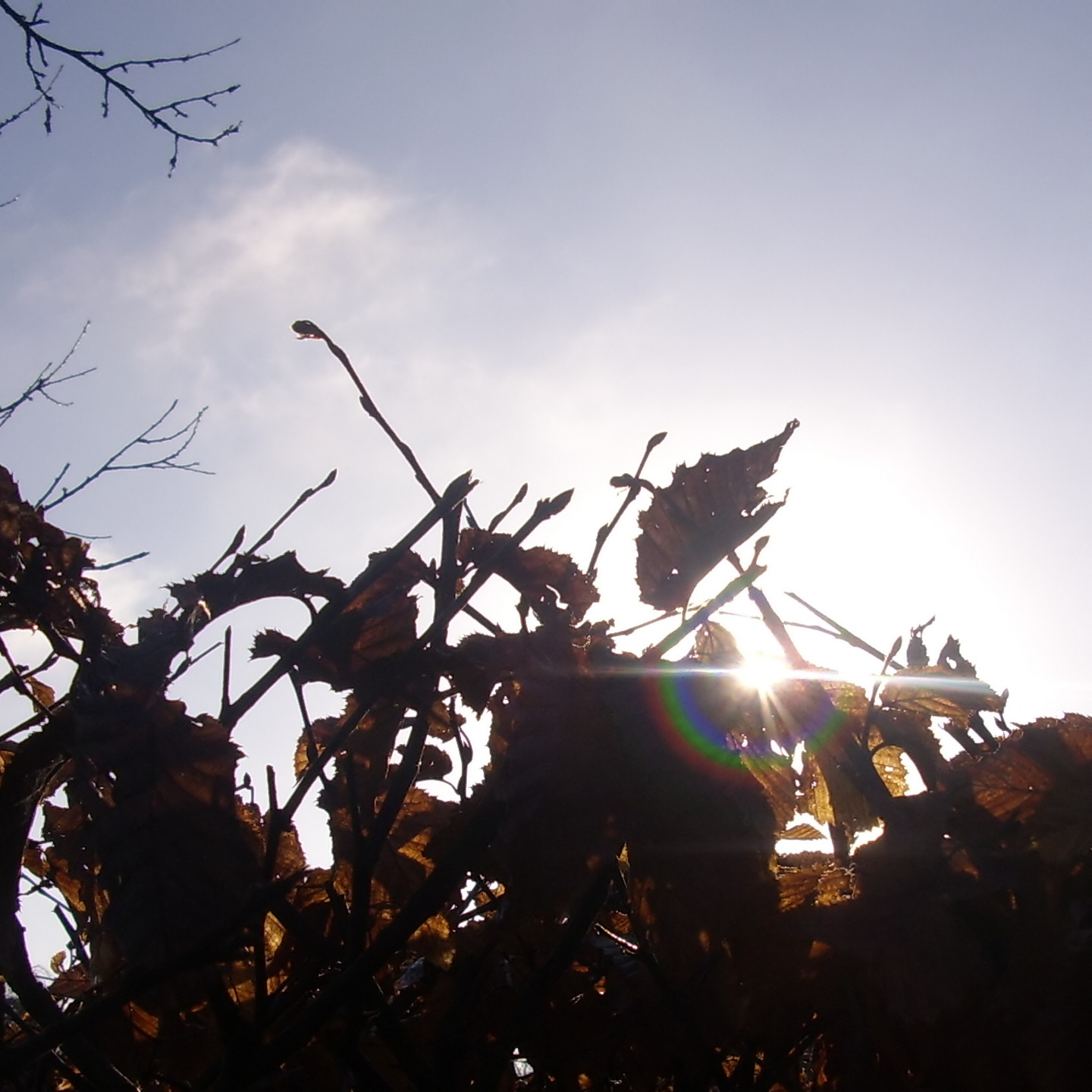
Kontrastmindernde Reflexionen und Lichtbrechung bei direktem Gegenlicht
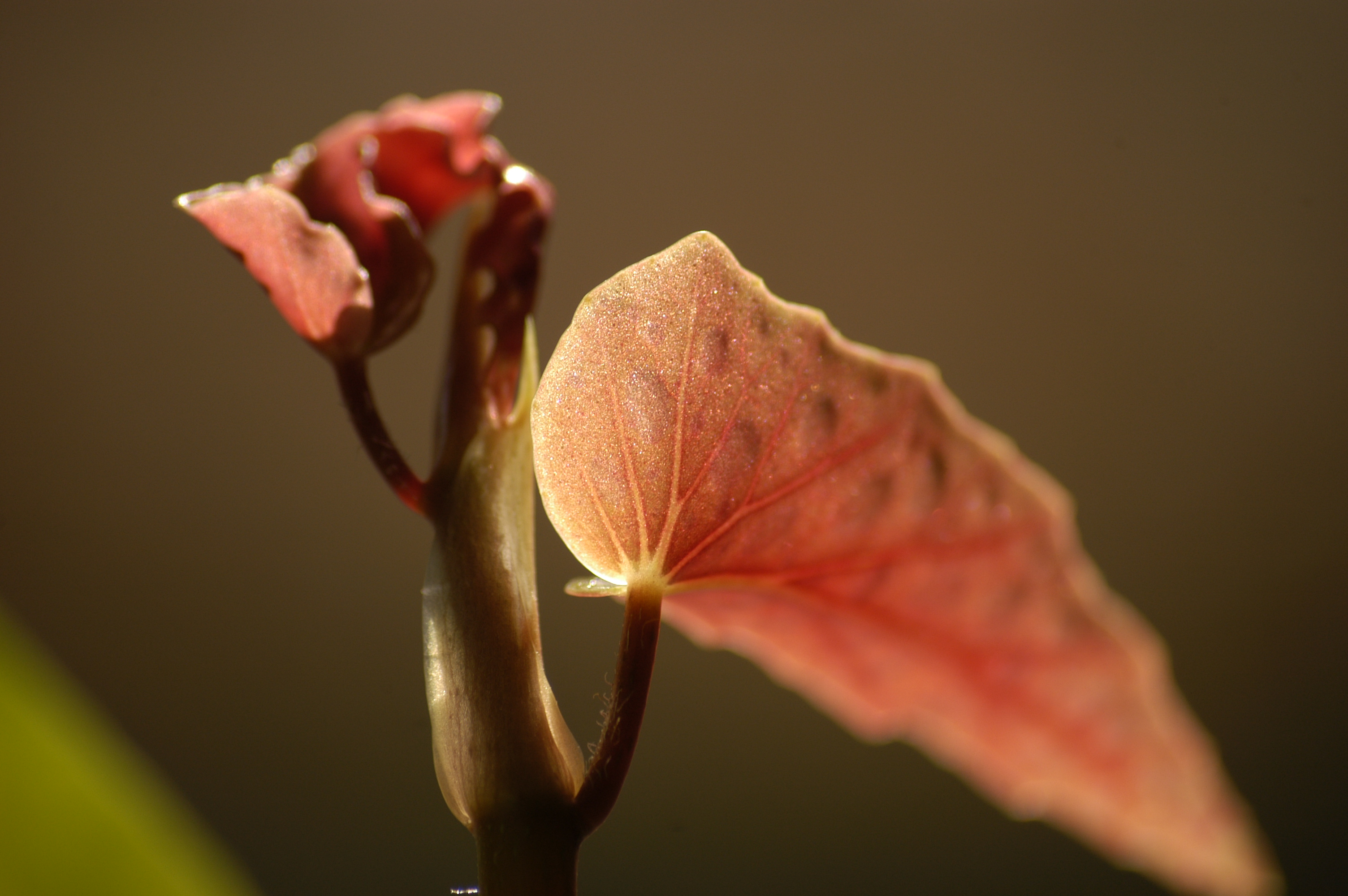
Die durch ein Blatt scheinende Sonne lässt keine grüne Blattoberfläche vermuten.
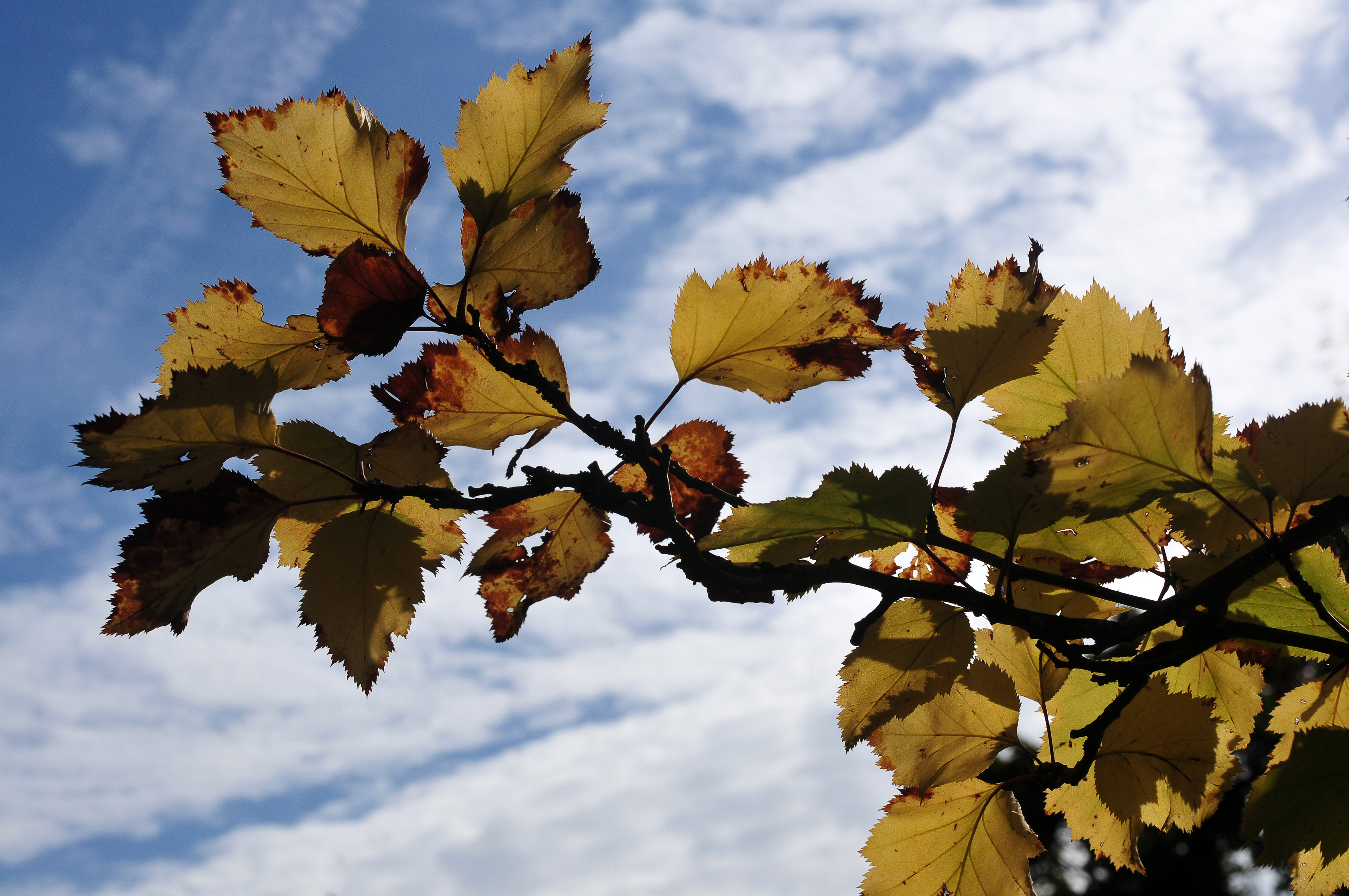
Durchleuchtung von Blättern: zu starke Kontraste

## Messung von unerwünschtem Gegenlicht

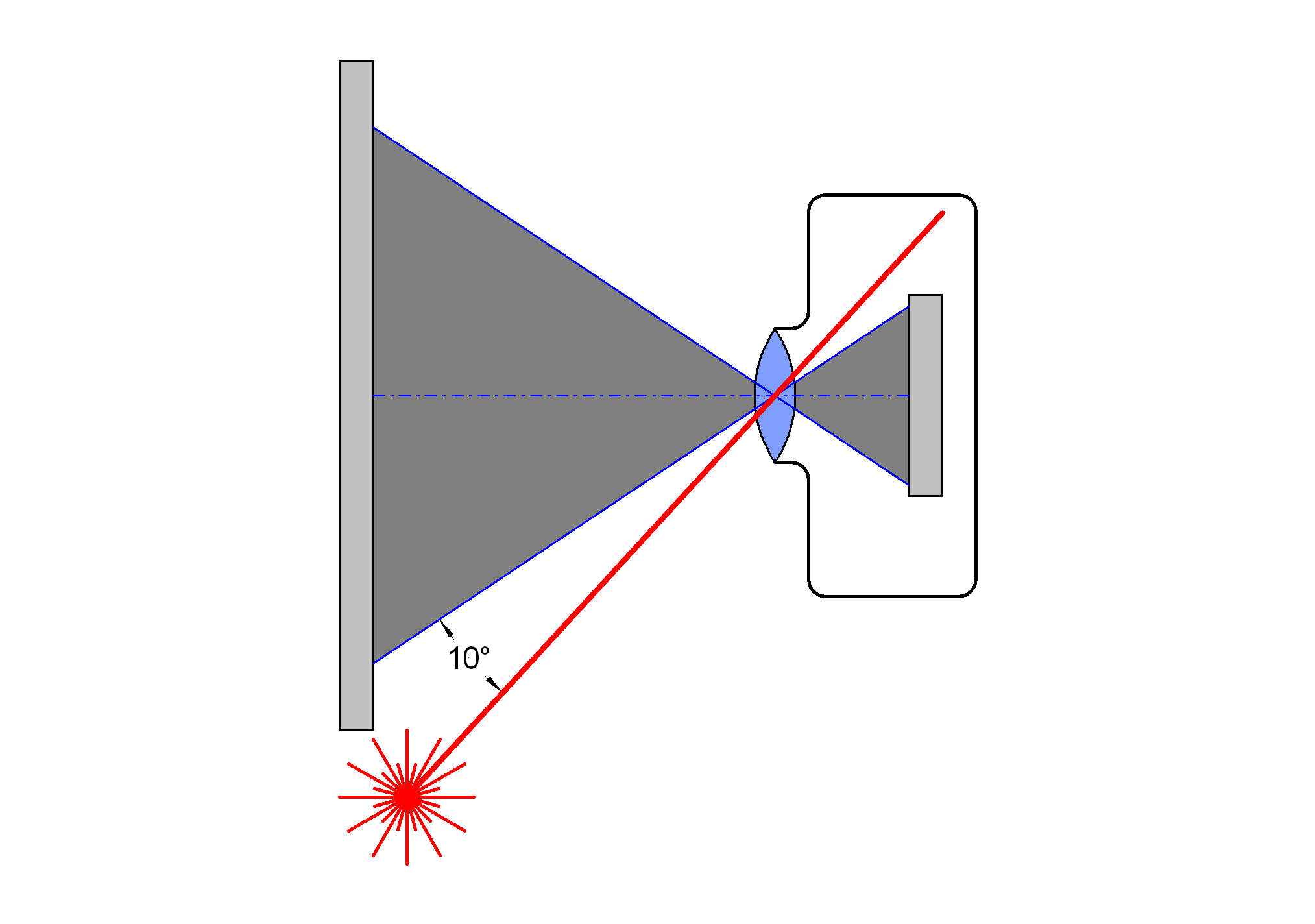
Schematischer Versuchsaufbau zur Bestimmung des unerwünschten Einflusses von Gegenlicht.

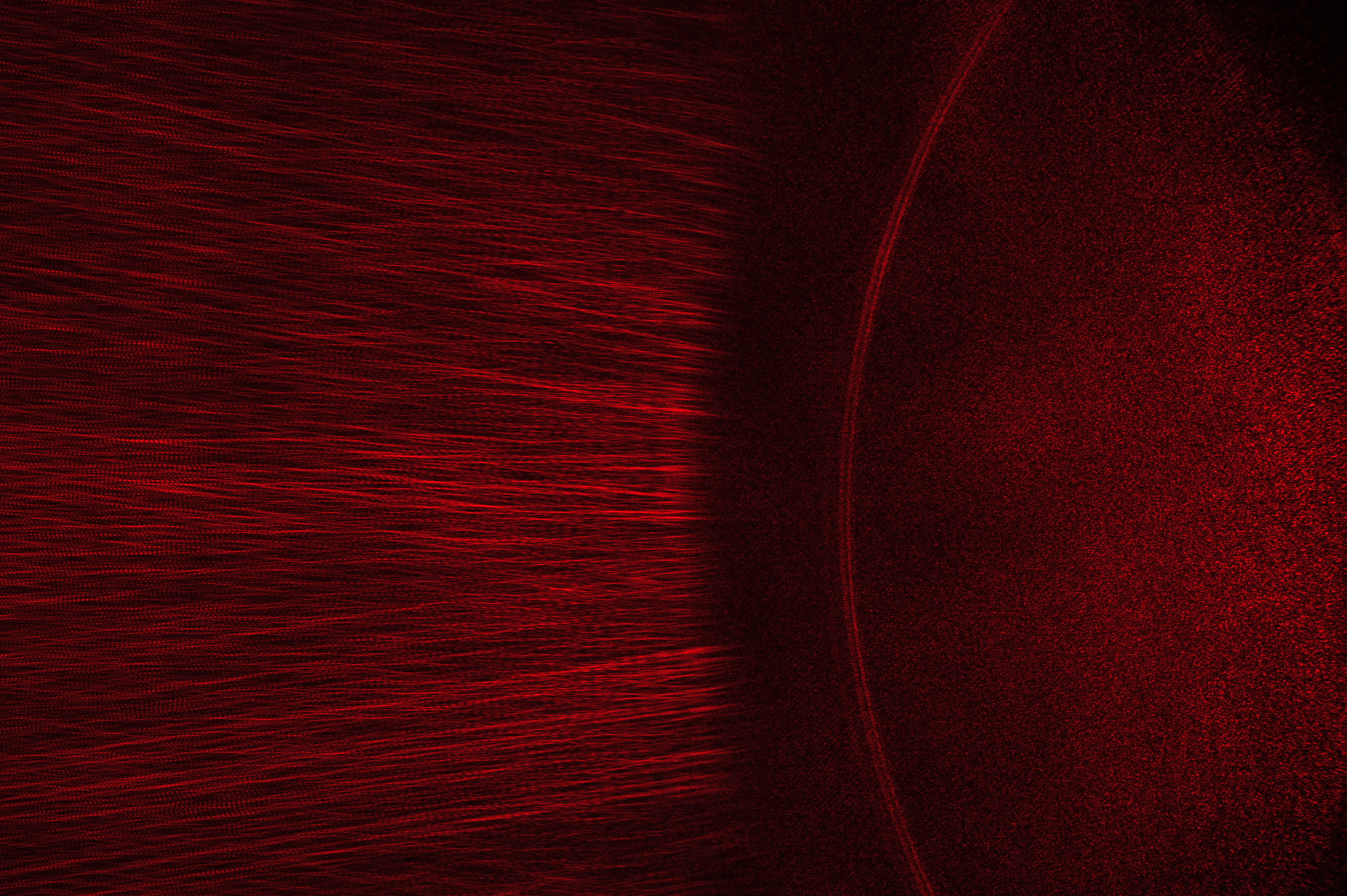
Unerwünschter Einfluss von Gegenlicht.

Der unerwünschte Einfluss von Gegenlicht bei fotografischen Aufnahmen beruht auf Lichtquellen außerhalb des aufgenommenen Bildwinkels. Es ist möglich, den Einfluss von solchem Gegenlicht messtechnisch als Falschlicht zu bestimmen. Dazu kann zum Beispiel ein dunkles Motiv fotografiert werden, während außerhalb des Bildfeldes eine helle Lichtquelle positioniert und auf das Objektiv gerichtet wird. Im Idealfall haben die Lichtstrahlen dieser Lichtquelle keinen Einfluss auf die aufgenommene Abbildung, in der Praxis werden jedoch innerhalb des Objektives und im Kameragehäuse diese Lichtstrahlen gerichtet oder diffus reflektiert oder gebeugt.
Die beiden Abbildungen rechts verdeutlichen einen entsprechenden Versuchsaufbau und ein Bildergebnis bei relativ starkem Gegenlichteinfluss ohne den Einsatz einer Streulichtblende. Das obere Bild stellt einen schematischen Versuchsaufbau zur Bestimmung des unerwünschten Einflusses von Gegenlicht dar. Der graue Schirm auf der linken Seite wird durch das Objektiv einer Kamera optisch auf die Bildebene des Bildsensors (respektive Films) abgebildet. Der rote Laserstrahl, dessen Lichtquelle 10° außerhalb des Bildwinkels positioniert ist, wird im Idealfall nicht auf die Bildebene abgebildet, sondern in der Kamera absorbiert. Das untere Bild zeigt die fotografische Aufnahme einer digitalen Spiegelreflexkamera mit unerwünschten Einfluss von Gegenlicht entsprechend dem oben abgebildeten Versuchsaufbau.